# Xinhua Road Sports Center
Xinhua Road Sports Center (Chinees: 新华路体育中心) is een multifunctioneel stadion in Wuhan, provincie Hubei, China. Het stadion wordt momenteel vooral voor wedstrijden van de thuisclub, Wuhan Zall, gebruikt. Het stadion kan 36.000 toeschouwers herbergen.